# Ratifikation
Ratifikation (lat. ratificatio) er en bekræftelse af en indgået international aftale/ traktat, som bringes til udførelse ved at involverede lande afleverer de relevante aftaledokumenter (et ratifikationsinstrument) på et forud aftalt sted, hvor de involverede lande har aftalt, at nævnte dokumenter skal opbevares.
Eksempelvis skal ratifikationsinstrumenterne vedrørende EU’s traktater afleveres i Rom.
Ved forhandling om internationale aftaler/traktater skal der landene imellem først opnås politisk enighed om teksterne. 
Den  politiske enighed er kun forpligtende til en vis grad og er  ikke juridisk bindende. For at en aftale eller en traktat skal blive bindende, kræves det, at involverede lande ratificerer den. 
Det vil sige, at de regeringer, som har forhandlet aftalen, endnu en gang skal acceptere aftalen, efter at denne er godkendt i landenes parlamenter i overensstemmelse med disses forfatningsmæssige bestemmelser herom. 
For eksempel kræver den danske grundlov i visse tilfælde en folkeafstemning, før regeringen kan ratificere en traktat.